# Опидо Мамертина
О̀пидо Мамертѝна (на италиански: Oppido Mamertina) е градче и община в Южна Италия, провинция Реджо Калабрия, регион Калабрия. Разположено е на 342 m надморска височина. Населението на общината е 5356 души (към 2012 г.).